# Мідпайнс (Каліфорнія)
Мідпайнс (англ. Midpines) — переписна місцевість (CDP) в США, в окрузі Маріпоса штату Каліфорнія. Населення — 379 осіб (2020).

## Географія
Мідпайнс розташований за координатами 37°32′55″ пн. ш. 119°57′21″ зх. д. / 37.54861° пн. ш. 119.95583° зх. д. (37.548562, -119.955728).  За даними Бюро перепису населення США в 2010 році переписна місцевість мала площу 63,58 км², з яких 63,53 км² — суходіл та 0,05 км² — водойми.

## Демографія
Згідно з переписом 2010 року, у переписній місцевості мешкали 1204 особи в 511 домогосподарстві у складі 313 родин. Густота населення становила 19 осіб/км².  Було 627 помешкань (10/км²).
Расовий склад населення:
| - 82,2 % — білих - 5,2 % — корінних американців - 0,6 % — азіатів - 0,3 % — чорних або афроамериканців - 8,1 % — осіб інших рас |

До двох чи більше рас належало 3,6 %. Частка іспаномовних становила 17,3 % від усіх жителів.
За віковим діапазоном населення розподілялося таким чином: 19,0 % — особи молодші 18 років, 62,6 % — особи у віці 18—64 років, 18,4 % — особи у віці 65 років та старші. Медіана віку мешканця становила 45,4 року. На 100 осіб жіночої статі у переписній місцевості припадало 107,9 чоловіків;  на 100 жінок у віці від 18 років та старших — 108,8 чоловіків також старших 18 років.
За межею бідності перебувало 8,2 % осіб, у тому числі 13,3 % дітей у віці до 18 років та 0,0 % осіб у віці 65 років та старших.
Цивільне працевлаштоване населення становило 465 осіб. Основні галузі зайнятості: освіта, охорона здоров'я та соціальна допомога — 23,7 %, публічна адміністрація — 19,6 %, будівництво — 17,6 %.